# Sannerudskyrkan
Sannerudskyrkan är en kyrka som ligger i samhället Kil i Kils kommun. Församlingen är ansluten till Equmeniakyrkan. 13 - 14 oktober 1979 invigdes nuvarande kyrkobyggnad som gemensam helgedom för Stora Kils baptist- och missionsförsamling. Kyrkan ritades av Janne Feldt.

## Orgel
1981 byggdes en orgel av Hans Heinrich i Finland. Den är mekanisk och har ett tonomfång på 56/30.
| Huvudverk I  | Bröstverk II      | Pedal      | Koppel |
| Rörflöjt 8’  | Trägedackt 8’     | Subbas 16’ | I/P    |
| Principal 4’ | Koppelflöjt 4’    |            | II/P   |
| Valdflöjt 2’ | Larigot 1 1⁄3’    |            | II/I   |
| Scharf 3 ch  | Tremulant         |            |        |
|              | Crescendosvällare |            |        |